# Ілокос
Ілокос (філ. Rehiyon ng Ilocos; ілок. Rehion ti Ilocos чи Deppaar ti Ilocos; панг. Rihiyon na Sagor na Baybay na Luzon (Регіон на північно-західному узбережжі острова Лусон)) — регіон на Філіппінах, позначається як Регіон І. Розташований в північно-західній частині острова Лусон, що межує на сході з Кордильєрським адміністративним регіоном і регіоном Долина Кагаян, а на півдні з регіоном Центральний Лусон. На північному заході межує з Південнокитайським морем.
До складу регіону входять чотири провінції: Північний Ілокос, Південний Ілокос, Ла Уніон і Пангасінан. Регіональним центром є Сан-Фернандо в провінції Ла Уніон. Ілоканською мовою розмовляє 66 % населення регіону, панґасіанською — 27 %, тагальською — 3 %.

## Історія
Регіон Ілокос спочатку був заселений представниками негроїдної раси, а потім вони були витіснені малайськими та австронезійськими мігрантами.
В 16-му столітті в даний регіон прибули іспанці, які створили християнські місії та урядові установи для контролю місцевого населення та навернення їх в католицизм. Місцеве населення така ситуація невлаштовувала, тому виникали часті повстання.
В 1901 році регіон потрапив під американське колоніальне управління, а в 1941 році — під японську окупацію.
В 1945 році, під час Другої світової війни, американські війська та філіппінські партизани звільнили Ілокос від японської окупації.
Деякі сучасні президенти Філіппін родом з регіону Ілокос: Ельпідіо Кіріно, Маркос Фердинанд, Фідель Рамос.
До формування Кордильєрського адміністративного регіону, до регіону І входили провінції Абра, Гірська провінція та Бенгует.

## Географія
Регіон Ілокос займає територію вузької долини між гірською системою Центральна Кордильєра на сході та Південнокитайським морем на заході. Він також займає північну частину рівнини Центральний Лусон та північно-східну частину гір Замбалес.
Затока Лінґайєн є найбільшим водним ресурсом в регіоні, в ній розміщуються десятки островів, в тому числі Національний Парк Сотня Островів.
Річка Агно проходить через провінцію Пангасінан та впадає в затоку Лінґайєн.
До складу регіону входять: 4 провінції, 9 міст, 116 муніципалітетів та 3 265 баранґаїв.